# Wilderness Rim (Washington)
Wilderness Rim es un lugar designado por el censo ubicado en el condado de King en el estado estadounidense de Washington. En el año 2010 tenía una población de 1.523 habitantes.

## Geografía
Wilderness Rim se encuentra ubicado en las coordenadas 47°26′49″N 121°46′7″O / 47.44694, -121.76861.